# Mamma Maria (canción)
«Mamma Maria» es una canción del grupo italiano Ricchi e Poveri, incluida en el álbum homónimo.

## Descripción
Se trata de uno de los temas más populares del grupo. La letra se caracteriza por una rima musical, cantable y bailable con un estribillo muy pegadizo con la presencia de una especie de balbuceo ( "Ma-ma-ma-mam-ma-ma-ria-ma"...) con la sílaba universal "ma", pronunciada por primera vez por casi todos los niños. 
La historia sugiere que "Mamma Maria" puede ser una vidente que prevé el futuro por medio de las estrellas. Cada uno de los tres vocalistas del grupo simula ser un cliente de esta pitonisa y le plantea sus aspiraciones para su propio futuro y sus ansias por encontrar el amor. 
El éxito de esta canción fue inmediato, tanto en Italia como en otros países, especialmente en España. En este país, Ricchi e Poveri publicaron la canción en lengua española.
Fue de nuevo incluido en los álbumes de Ricchi e Poveri I più grandi successi (1994), Parla col cuore (1999) y Perdutamente amore (2012).

## Versiones
Existe una versión en lengua francesa, bajo el título La vie est belle, grabada por la banda canadiense Collage incluida en el álbum homónimo 1991.
En lengua alemana ha sido versionado por Conny & Jean (1983) y por Diana Sorbello (2010).
En español fue interpretada de nuevo en 2001 por María Abradelo, en 2002 por los chilenos Kudai y en 2003 por el también chileno Douglas Rebolledo.[cita requerida]
Versionado por el finlandés Robin Packalen en 2010.
En 2014 Ángela Carrasco, José Manuel Soto y Santi Rodríguez imitaron a los intérpretes originales en el talent show Tu cara me suena.

## Ventas
| Clasificación (1983) | Posición |
| -------------------- | -------- |
| Italia               | 1        |
| España               | 3        |
| Suiza                | 5        |
| Austria              | 11       |
| Alemania             | 11       |